# Vione
Vione là một đô thị trong tỉnh tỉnh Brescia thuộc vùng Lombardia, Ý. Đô thị này có diện tích 35,6 km², dân số 758 người. Các đơn vị dân cư trực thuộc là: Canè, Stadolina.
Các đô thị giáp ranh gồm: Edolo, Ponte di Legno, Temù, Vezza d'Oglio